# Leichtathletik-Weltmeisterschaften 2023/Teilnehmer (Dominikanische Republik)
| Goldmedaillen | Silbermedaillen | Bronzemedaillen |
| ------------- | --------------- | --------------- |
| 1             | –               | –               |

Der Leichtathletikverband der Dominikanischen Republik nahm an den Leichtathletik-Weltmeisterschaften 2023 in Budapest teil. Sieben Athletinnen und Athleten wurden vom Verband der Dominikanischen Republik nominiert.

## Medaillengewinnerin
| Medaille | Athletin          | Disziplin |
| -------- | ----------------- | --------- |
| Gold     | Marileidy Paulino | 400 m     |

## Ergebnisse

### Männer

#### Laufdisziplinen
| Athlet           | Disziplin | Vorlauf | Vorlauf | Halbfinale | Halbfinale | Finale  | Finale |
| Athlet           | Disziplin | Zeit    | Platz   | Zeit       | Platz      | Zeit    | Platz  |
| ---------------- | --------- | ------- | ------- | ---------- | ---------- | ------- | ------ |
| Alexander Ogando | 200 m     | 20,14 s | 02      | 20,02 s    | 02         | 20,23 s | 07     |

### Frauen

#### Laufdisziplinen
| Athletin          | Disziplin | Vorlauf | Vorlauf | Halbfinale | Halbfinale | Finale     | Finale |
| Athletin          | Disziplin | Zeit    | Platz   | Zeit       | Platz      | Zeit       | Platz  |
| ----------------- | --------- | ------- | ------- | ---------- | ---------- | ---------- | ------ |
| Marileidy Paulino | 400 m     | 49,90 s | 01      | 49,54 s    | 01         | 48,76 s NR | Gold   |

### Mixed

#### Laufdisziplinen
| Athletin/Athlet | Disziplin | Vorlauf | Vorlauf | Finale | Finale |
| Athletin/Athlet | Disziplin | Zeit    | Platz   | Zeit   | Platz  |
| --- | --------- | ------- | ------- | ------ | ------ |
| Anabel Medina (w) Lidio Andrés Feliz (m) Franchina Martínez (w) Alexander Ogando (m) Mariana Pérez (w) Ezequiel Suárez (m) | 4 × 400 m | DNS     | DNS     | DNQ    | DNQ    |